# Отел Тивиђест (Матера)
Отел Тивиђест (итал. Hotel Tivigest) је насеље у Италији у округу Матера, региону Базиликата.
Према процени из 2011. у насељу је живело 3 становника. Насеље се налази на надморској висини од 4 м.